# François-Xavier Maroy
François-Xavier Maroy Rusengo (ur. 1 września 1956 w Bukavu) – kongijski duchowny katolicki, arcybiskup Bukavu.

## Życiorys

### Prezbiterat
Święcenia kapłańskie przyjął 19 sierpnia 1984. Inkardynowany do archidiecezji Bukavu, był m.in. prefektem i rektorem niższego seminarium, ekonomem pomocniczym, wikariuszem biskupim ds. duszpasterskich oraz wikariuszem generalnym archidiecezji.

### Episkopat
22 listopada 2004 został mianowany biskupem pomocniczym archidiecezji Bukavu oraz biskupem tytularnym Thucca in Mauretania. Sakry biskupiej udzielił mu 16 stycznia 2005 ówczesny nuncjusz apostolski w Demokratycznej Republice Konga - abp Giovanni d’Aniello.
26 kwietnia 2006 został mianowany przez Benedykta XVI ordynariuszem archidiecezji Bukavu, zaś 18 czerwca 2006 kanonicznie objął urząd.